# Discostriata
Discostriata Krivosheina, 2008 è un genere di insetti della famiglia Ephydridae (Diptera: Schizophora). 

## Sistematica
Di recente istituzione, il genere comprende due sole specie 
- Discostriata discostriata Krivosheina, 2008
- Discostriata vikhrevi Krivosheina, 2008

Di entrambe le specie si conoscono solo i maschi adulti, sulla base della descrizione fornita dalla ditterologa russa di alcuni esemplari raccolti nel 2007 da Nikita Vikhrev, dell'Università statale di Mosca, e conservati nel Museo Zoologico della stessa istituzione. Del tutto sconosciuta è la morfologia delle femmine e degli stadi giovanili, come sconosciuta è la biologia.

## Descrizione
Gli adulti sono moscerini di dimensioni medio-piccole, con corpo lungo 2-4 mm. La livrea è di colore nerastro, con tegumento più o meno lucente, ricoperto, a tratti, da un microtomento argenteo. Morfologicamente sono affini agli efidridi del genere Discomyza, dai quali si distinguono per la conformazione della faccia e delle antenne, per il numero di setole fronto-orbitali e scutellari e per la pigmentazione dell'addome.
Il capo ha una forma simile a quello di Discomyza: ben sviluppato, di forma non triangolare, con occhi non sporgenti, fronte larga e di forma rettangolare, vertice angolato, occipite concavo. La faccia è invece appiattita e poco rugosa (convessa e percorsa da rughe profonde in Discomyza). La pigmentazione è quasi completamente nera, con riflessi lucenti, ma sono presenti macchie localizzate, per lo sviluppo di un microtomento argenteo, presso le orbite e nel triangolo ocellare sulla fronte, in due linee longitudinali mediali nella faccia e, infine, sulle parafacce.
Le antenne sono ben distanziate fra loro e si inseriscono entro il primo quarto dorsale del profilo laterale del capo. La loro forma è un carattere diagnostico ben evidente per la marcata lunghezza, arrivando all'altezza dell'apertura boccale; il motivo risiede nella forma oblunga del pedicello e del primo flagellomero, con un rapporto fra lunghezza e larghezza, rispettivamente, di 4:1 e 5:1. L'arista è pettinata e relativamente breve, con 7-8 peli dorsali. Scapo e pedicello sono giallastri, scuri, il primo flagellomero è nero.
La chetotassi cefalica è così caratterizzata:
- setole fronto-orbitali: setole interfrontali assenti, evidenti due periorbitali lunghe e robuste, l'anteriore proclinata, la posteriore reclinata (in Discomyza è ben sviluppata solo la reclinata);
- setole ocellari ben sviluppate proclinate e leggermente divergenti;
- setole verticali ben sviluppate;
- setole pseudopostocellari deboli;

Schema della nervatura alare
Fratture costali: hb: frattura omerale; sb: frattura subcostale.
Nervature longitudinali: C: costa; Sc: subcosta; R: radio; M: media; Cu: cubito; A: anale.
Nervature trasversali: h: omerale; r-m: radio-mediale; dm-cu: medio-cubitale discale.
Cellule: br: 1ª basale; bm+dm: 2ª basale fusa con la discale; r_{1}: marginale.

- setole facciali sei per lato, brevi, allineate in due serie laterali approssimativamente verticali e ben distanziate dalle parafacce; le tre paia superiori sono poco sviluppate e simili a peli;
- setole genuali una, lunga e robusta.

Il torace è nero, pubescente sullo scuto e sullo scutello e cosparso di macchiette argentee dorsali e laterali per la presenza di un microtomento. La chetotassi comprende una dorsocentrale prescutellare, una omerale, due notopleurali, una postalare. Lo scutello è provvisto di un solo paio apicale di scutellari (due paia in Discomyza), le pleure presentano due setole nell'episterno dorsale e una nell'episterno ventrale.
Le ali sono completamente ialine e, a differenza di quelle di Discomyza, non presentano pigmentazioni zonali in corrispondenza delle nervature trasversali. Solo in D. discostriata si evidenzia una leggera offuscatura della cellula marginale. La venatura è molto simile a quella di Discomyza, con costa estesa fino alla terminazione della media, ramo R2+3 della radio lungo e ben distanziato dalla costa, vena trasversa medio-cubitale discale (dm-cu) diritta. La vena radio-mediale (r-m) ha una posizione prossimale, alla stessa altezza della fusione della subcosta con il ramo anteriore della radio (R1). Questo carattere, anche se è un elemento diagnostico, non è comunque esclusivo in quanto ricorre anche in alcune specie di Discomyza.
L'addome è di colore nero e più o meno lucente e diffusamente tomentoso. A differenza di Discomyza, presenta macchie di microtomento argenteo in corrispondenza di alcuni tergiti. I maschi hanno l'epandrio conformato a U e fortemente sclerificato. In D. discostriata, l'epandrio si sviluppa in altezza, presentandosi, alla vista posteriore, più lungo che largo, e delimita una cavità cercale piuttosto stretta. In D. vikhrevi è invece isodiametrico e delimita una cavità cercale più ampia.

## Distribuzione
Di entrambe le specie si dispone solo di esemplari maschili catturati in due distinti siti della Thailandia orientale a est della baia di Bangkok, perciò il genere risulta endemico di questa regione, con un areale ristrettissimo. Secondo la segnalazione di Krivosheina (2008), relativa agli olotipi e ai paratipi delle due specie, D. discostriata è stato rinvenuto in una località interna, nel distretto di Khao Chamao (Provincia di Rayong), mentre D. vikhrevi in aree costiere in prossimità di Pattaya (Provincia di Chonburi). In altra sede, Vikhrev ha pubblicato le foto di due esemplari delle due specie e in didascalia ha riportato, per entrambi, il distretto di Khao Chamao come stazione di ritrovamento.
In merito all'habitat e al contesto relativo alla cattura degli esemplari, la pubblicazione di Krivosheina riporta solo le località di provenienza secondo quanto registrato nelle etichette della collezione. Non ci sono informazioni in merito all'habitat e al contesto relativo alla raccolta di questi insetti. Nella didascalia delle due foto pubblicate, Vikhrev riporta il ritrovamento di questi insetti su granchi in decomposizione. Va precisato che le informazioni riportate da Vikhrev sono prive di ufficialità, sotto l'aspetto scientifico, e non si esclude la possibilità che sia stata riprodotta, erroneamente e accidentalmente, la stessa didascalia per due differenti foto.